# Rolf Wütherich
Rudolf Karl Wütherich, detto Rolf (Heilbronn, 5 agosto 1927 – Kupferzell, 20 luglio 1981), è stato un pilota automobilistico e meccanico tedesco.

## Biografia
Nato a Heilbronn nel Baden-Württemberg nel sud della Germania il 5 agosto 1927, divenne paracadutista alla fine della Seconda guerra mondiale.
Il 1º novembre 1950 entrò a far parte del reparto corse della Porsche a Stoccarda e partecipò come membro dello staff a Le Mans nel 1952, 1953 e 1954, oltre che ad AVUS, Mille Miglia, Nürburgring e al Circuito di Reims.
Nel 1955 venne inviato per quattro anni dalla Porsche negli Stati Uniti dal venditore Johnny von Neumann's Competition Motors, situato a Vine Street a Hollywood in California, per testare le nuove Porsche 550 Spyder immesse sul mercato. Nell'aprile dello stesso anno raggiunse la California e il 1º maggio conobbe James Dean nel circuito di Bakersfield, da allora cominciò la collaborazione con Dean e divenne suo amico fino alla sua prematura morte avvenuta proprio lo stesso anno con Wütherich a causa di un incidente stradale.
Il 30 settembre, mentre preparava con James Dean la sua Porsche 550 Spyder chiamata "Piccola Bastarda" a una corsa che ci sarebbe stata il giorno dopo a Salinas, ebbe assieme a lui uno scontro quasi frontale con una Ford Custom Tudor a Cholame e Dean morì a causa delle ferite riportate e arrivando già morto al Paso Robles War Memorial Hospital. Wütherich venne trovato privo di sensi con la mandibola, le anche e una gamba fratturata e numerosi tagli e contusioni. Rimase privo di sensi per quattro giorni e rimase in ospedale per quasi un anno (altre fonti affermano un anno e mezzo), e in seguito alla perdita di Dean non si riprese mai più dall'incidente.
Diventato mentalmente instabile e sofferente di mal di testa in seguito all'incidente e con periodi di depressione, negli ultimi anni della sua vita soffrì anche di balbuzie e venne anche brevemente ricoverato in un ospedale psichiatrico, estraniandosi sempre più dalla sua famiglia. Si sposò per quattro volte anche se continuò comunque la sua carriera nelle corse. Dopo il suo ritorno in Germania ebbe ancora tre incidenti, di cui l'ultimo mortale.

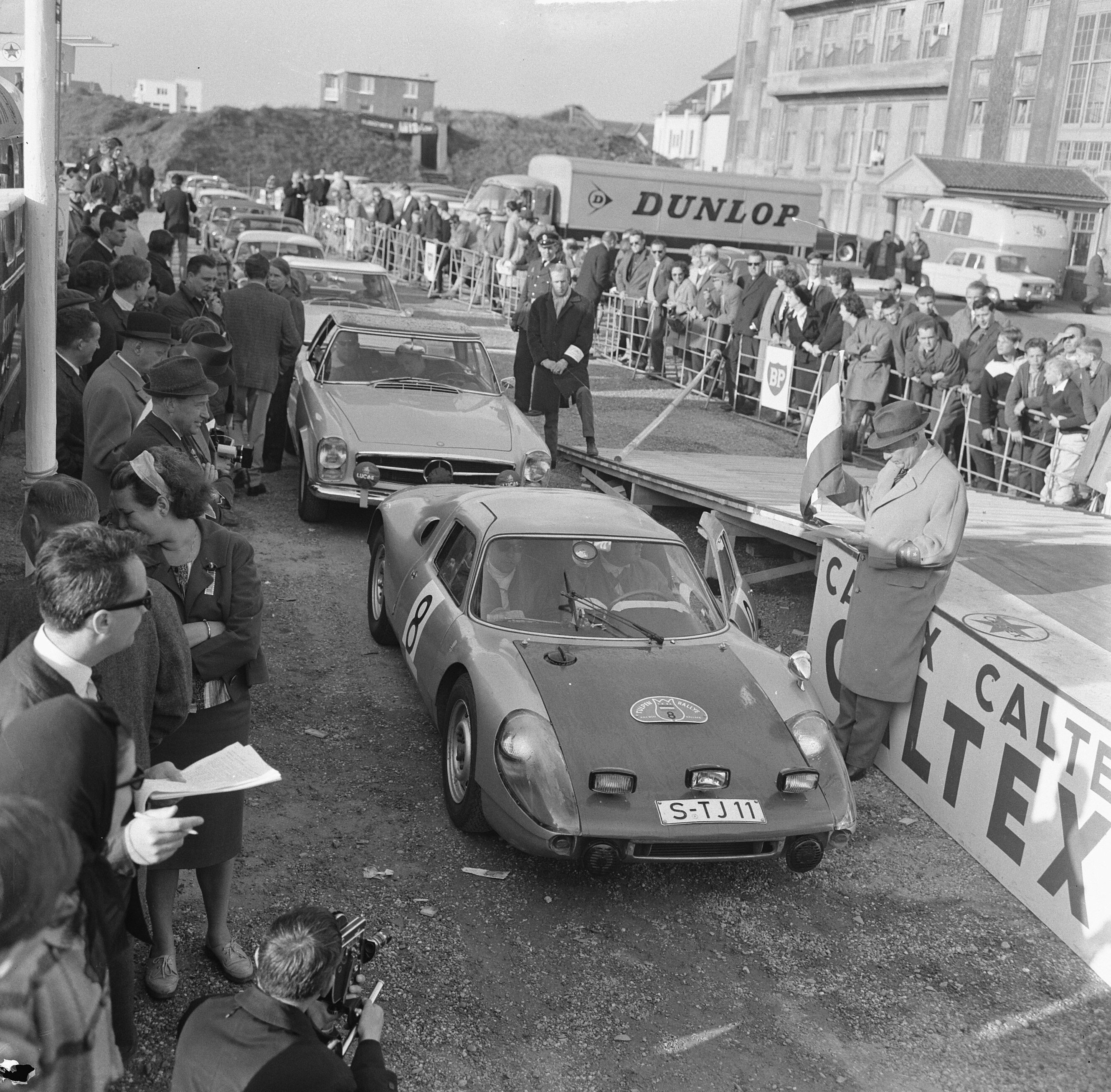
L'auto con Ben Pon e Rolf Wütherich alla partenza del Tulpenrallye 1964

Continuò comunque la sua carriera nelle corse e nel 1965 arrivò secondo al Rally di Monte Carlo assieme a Eugen Böhringer alla guida di una Porsche 904. Lasciò la Porsche solo nel 1968, lo stesso anno venne assunto dall'Honda a Colonia, da dove fu inviato nel 1979 a un venditore della sua città natale.
Nel 1967 minacciò con un coltello da cucina sua moglie e tentò un omicidio-suicidio.
Nel 1980 lasciò il lavoro alla Honda e montò motori turbo per la Porsche a Neuenstein, non lontano dalla sua città natale e si trasferì a Kupferzell.
Il 20 luglio 1981 era stato invitato da alcuni suoi amici ad una partita di birilli nella vicina località di Haag. Mentre guidava ad alta velocità a causa dell'abuso di alcol, finì con la sua Honda Civic a Kupferzell contro un marciapiede a un angolo della strada e poi contro una casa. Non indossando le cinture di sicurezza, morì sul colpo.